# Hughes OH-6 Cayuse
Хьюз OH-6 «Кайюс» (англ. Hughes OH-6 Cayuse) — американский лёгкий вертолёт. Построен компанией Хьюз Хеликоптерс (англ. Hughes Helicopters). Совершил первый полёт в 1963 году. Был признан лучшим в конкурсе армии США на лёгкий разведывательный и связной вертолёт по программе LOH (Light Observed Helicopter). Серийно производился в 1966—1971 годах. Всего было построено 1434 вертолёта.

## Боевое применение
Главным военным конфликтом, в котором участвовал OH-6, была война во Вьетнаме.
Потери американских OH-6A были очень тяжёлыми и составили 964 из 1422 задействованных, погибло 484 члена экипажа.

## Использовался в странах
- Аргентина
- Бахрейн
- Боливия
- Чили
- Колумбия
- Коста-Рика
- Дания
- Доминиканская Республика
- Эквадор
- Сальвадор
- Финляндия
- Гаити
- Гондурас
- Индонезия
- Ирак
- Израиль
- Италия
- Япония — 48 OH-6D и 2 OH-6DA, по состоянию на 2016 год[2]
- Иордания
- Кения
- Мавритания
- Мексика
- Марокко
- Никарагуа
- КНДР
- Филиппины
- Китайская Республика
- Республика Корея
- Испания
- США